# Mimetes arboreus
Mimetes arboreus là một loài thực vật thuộc họ Proteaceae. Đây là loài đặc hữu của Nam Phi.